# Mesacanthion diplechma
Mesacanthion diplechma är en rundmaskart. Mesacanthion diplechma ingår i släktet Mesacanthion, och familjen Enoplidae. Arten är reproducerande i Sverige.